# Sialang Godang
Sialang Godang is een bestuurslaag in het regentschap Pelalawan van de provincie Riau, Indonesië. Sialang Godang telt 1754 inwoners (volkstelling 2010).